# Цепура, Максим Степанович
Максим Степанович Цепура (19 января 1902,  село Вицячино Волынская губерния, Российская империя — неизвестно), белорус — директор мясного совхоза «Кокпектинский» Министерства совхозов СССР, Кокпектинский район Семипалатинской области, Казахская ССР. Герой Социалистического Труда (1948), которого лишён в 1963 году.

## Биография
Родился в 1902 году в крестьянской семье в одном из сельских населённых пунктов Волынской губернии. В 1912 году окончил два класса местной церковно-приходской школы. В 1909 году остался без отца. С осени 1915 года трудился батраком у землевладельца в местечке Бершадь. В 1916 году вместе с семьёй эвакуировался в Киев. Во время эвакуации умерла его мать. С осени 1916 года батрачил у немецкого колониста в окрестностях Николаева. Участвовал в Гражданской войне на стороне Красной Армии. С осени 1918 года воевал в составе отряда под командованием матроса Железняка. Заболев тифом, покинул отряд. После выздоровления воевал кучером пулемётной тачанки в бригаде червонных казаков. С августа 1920 года служил в сабельном эскадроне. В январе 1922 года демобилизовался по состоянию здоровья.
С февраля 1923 года трудился откатчиком, забойщиком и машинистом врубовой машины на шахте № 23 Вознесенского рудника на Донбассе. С октября 1924 года отправился вместе с группой шахтёров в Среднюю Азию. До октября 1926 года трудился на шахте рудника Кызыл-Кия. Затем по состоянию здоровья перешёл на работу в Водное управление Мирзачульского района, где трудился машинистом врубовой машины на строительстве Зерафшанского туннеля. С февраля 1930 года — заведующий бюро экономики труда и зарплаты Водного управления. С 1930 года член ВКП(б).
В феврале 1932 года окончил вечерние курсы агромеханизации Мирзачульского хлопкового техникума. С апреля 1932 года — заведующий агроучастком Мирзачульской МТС, затем через год — директор Верхнечирчикской МТС. В 1934 году снят с должности за невыполнение одного из постановлений ЦК ВКП(б) и назначен управляющим отделением совхоза имени Баумана (позднее — «Ударник»). В 1937—1939 годах обучался в двухгодичной Дубровицкой школе директоров совхоза сельского хозяйства.
В августе 1939 года назначен директором совхоза «Красный скотовод» Жарминского района. В начале 1943 года за срыв сроков ремонта и отгрузки тракторов и плугов для освобождённой территории Украинской ССР был снят с должности и решением райкома исключён из партии. Решением Семипалатинского обкома восстановлен в партии.
С июля 1943 года — директор мясного совхоза «Коминтерн» (позднее — «Кокпектинский»). За короткое время вывел совхоз в число передовых сельскохозяйственных предприятий Семипалатинской области. По итогам 1947 года в совхозе было получено зерновых по 11,4 центнера, пшеницы — 16,6 центнеров с каждого гектара. На отдельном участке площадью 101 гектара было собрано по 32,6 центнеров пшеницы с каждого гектара. В совхозе было выращено более 90 телят от каждой сотни маток, был обеспечен прирост поголовья крупного рогатого скота на 13,8 % от численности стада на начало года вместо запланированных 8 %. Указом Президиума Верховного Совета СССР от 3 мая 1948 года удостоен звания Героя Социалистического Труда за «получение высоких урожаев пшеницы в 1947 году» с вручением ордена Ленина и золотой медали «Серп и Молот» (№ 1870).
Этим же Указом званием Героя Социалистического Труда были награждены управляющий фермой Кумар Григорьевич Раев и звеньевой Назарбек Саяхимов.
С июня 1950 года — директор совхоза имени КазЦИК Шортадинского района Акмолинской области с усадьбой в селе Бектау (современное название). В 1957 году совхоз собрал в среднем с каждого гектара по 12,1 центнера зерновых. За успешное руководство совхозом был награждён Орденом Трудового Красного Знамени. Руководил совхозом в течение двенадцати лет.
В 1962 года снят должности и арестован по обвинению в хищении леса. Согласно следствию, давал возможность за взятки совершать хищения в крупных размерах. 12 октября 1962 года осуждён и приговорён к лишению свободы на 10 лет. Указом Президиума Верховного Совета СССР от 19 июля 1963 года лишён звания Героя Социалистического Труда и всех наград.
Отбывал наказание в колонии в городе Усолье-Сибирское. В 1965 году был помилован Президиумом Верховного Совета СССР
по ходатайству коллектива совхоза. Дальнейшая судьба не известна. По недостоверным сведениям умер 4 апреля 1979 года в семье сына в городе Челябинск-65.
Память
В 2012 году в селе Бигаш Советская улица была переименована в улицу Максима Цепуры.
Награды
- Герой Социалистического Труда, лишён
- Орден Ленина, лишён
- Орден Трудового Красного Знамени — дважды (09.07.1947; 11.01.1957), лишён